# Осоївка
Осо́ївка — село в Україні, у Краснопільській селищній громаді Сумського району Сумської області. Населення становить 1100 осіб. До 2016 орган місцевого самоврядування — Осоївська сільська рада.

## Географія
Через село Осоївка протікає річка Рибиця, вище за течією на відстані 2.5 км розташоване село Наумівка, нижче за течією на відстані 1.5 км розташоване село Мала Рибиця. За 22 км на північний захід від центру громади і залізничної станції Краснопілля.
У селі Яр Еховщина впадає у річку Рибицю.

## Населення

### Мова
Розподіл населення за рідною мовою за даними перепису:
| Мова       | Кількість | Відсоток |
| ---------- | --------- | -------- |
| українська | 1341      | 96.54%   |
| російська  | 46        | 3.32%    |
| білоруська | 1         | 0.07%    |
| вірменська | 1         | 0.07%    |
| Усього     | 1389      | 100%     |

## Історія
1654 — дата заснування.
Село постраждало внаслідок геноциду українського народу, проведеного урядом СРСР в 1932—1933 та 1946–1947 роках.
12 червня 2020 року, відповідно до розпорядження Кабінету Міністрів України № 723-р «Про визначення адміністративних центрів та затвердження територій територіальних громад Сумської області», село увійшло до складу Краснопільської селищної громади.
19 липня 2020 року, в результаті адміністративно-територіальної реформи та ліквідації Краснопільського району, увійшло до складу новоутвореного Сумського району.
19 липня 2024 року армійці РФ атакували пекарню в центрі села. 

## Економіка
- ТОВ «Хвиля»
- Осоївське лісництво.

## Соціальна сфера
- Школа
- Фельдшерська амбулаторія
- Храм Різдва Пресвятої Богородиці

## Видатні особистості
Башкир Євген Сергійович — український військовик, учасник російсько-української війни.
Щербунов Володимир Петрович — український військовик, учасник російсько-української війни.